# 29137 Alanboss
29137 Alanboss este un asteroid din centura principală de asteroizi.

## Descriere
29137 Alanboss este un asteroid din centura principală de asteroizi. A fost descoperit pe 18 octombrie 1987 la Observatorul Palomar de Carolyn S. Shoemaker și Eugene M. Shoemaker. Asteroidul prezintă o orbită caracterizată de o semiaxă mare de 2,29 ua, o excentricitate de 0,22 și o înclinație de 24,9° în raport cu ecliptica.